# Conioscinella apterina
Conioscinella apterina är en tvåvingeart som beskrevs av Spencer 1977. Conioscinella apterina ingår i släktet Conioscinella och familjen fritflugor. Inga underarter finns listade i Catalogue of Life.